# Sergej Lebeděv
Sergej Lebeděv (rusky Сергей Сергеевич Лебедев; * 1981 Moskva) je ruský geolog a spisovatel.

## Životopis
Vystřídal několik studií, mimo jiné geologii nebo žurnalistiku, na Moskevské univerzitě, žádné ovšem nedokončil. Účastnil se několika geologických expedic ve střední Asii a v Rusku. Později se stal redaktorem časopisu Pervoje senťabrja. Je autorem několika básní, esejů, dvou filozoficko-sociologických knih a tří románů, jež tvoří trilogii.

## Dílo
- Hranice zapomnění (Predel zabvlenija, 2011) – první díl románové trilogie
- Rok komety (God komety) – druhý díl románové trilogie. V češtině prozatím nevyšel.
- Srpnoví lidé – závěrečný díl románové trilogie. Ačkoliv byl přeložen do několika jazyků, mimo jiné i češtiny pod názvem Děti srpna, v samotném Rusku nevyšel, neboť se pro něj nenašel nakladatel.
- Debutant (Debutant, 2020)